# Les Aventures de Till l'Espiègle
Les Aventures de Till l'Espiègle is een Frans-Oost-Duitse film van Gérard Philipe en Joris Ivens die werd uitgebracht in 1956.
Het scenario is gebaseerd op de schelmenroman De Legende van Uilenspiegel (La Légende et les Aventures héroïques, joyeuses et glorieuses d'Ulenspiegel et de Lamme Goedzak au pays de Flandres et ailleurs) (1867) van Charles De Coster.

## Productie
De DEFA was al in 1947 begonnen met voorbereidingen voor een film over Tijl Uilenspiegel en was daarover al in gesprek geweest met diverse scenarioschrijvers, waaronder Bertolt Brecht. De film kwam tot stand door de internationale contacten van Joris Ivens, maar Ivens zegde af voor het voeren van de regie, waarna Gérard Philipe de regie voerde. De film werd in 1956 in Zweden, Nederland, in het Franse Nice en in de DDR opgenomen.

## Ontvangst
De première van de film was op 7 november 1956 in Parijs, op de dag dat de communistische krant L’Humanité bestormd werd na de Hongaarse Opstand. Omdat de film een coproductie met de DDR was reageerde het Franse publiek afwijzend. In Nederland werd de film niet uitgebracht.

## Verhaal
Vlaanderen in de 16e eeuw. De hertog van Alva onderdrukt het Vlaamse volk in naam van de Spaanse koning. De rebel Claes, de vader van Tijl Uilenspiegel, wordt door de Spaanse legermacht beschouwd als een ketter. Tijl moet machteloos toezien hoe zijn vader wordt terechtgesteld. 'Leve de vrijheid!' zijn Claes' laatste woorden vooraleer hij sterft op de brandstapel.
Tijl maakt gebruik van een list om in dienst te treden van de hertog van Alva. Op die manier kan hij beter het verzet tegen de Spanjaarden organiseren. Willem van Oranje en de Geuzen zullen hem daarin bijstaan.

## Rolverdeling
| Acteur             | Personage                                      |
| ------------------ | ---------------------------------------------- |
| Gérard Philipe     | Tijl Uilenspiegel                              |
| Jean Vilar         | Fernando Álvarez de Toledo, de hertog van Alva |
| Fernand Ledoux     | Claes, de oproerzaaier                         |
| Nicole Berger      | Nele                                           |
| Jean Carmet        | Lamme                                          |
| Jean Debucourt     | de kardinaal                                   |
| Erwin Geschonneck  | Bras d’Acier                                   |
| Wilhelm Koch-Hooge | de prins van Oranje                            |
| Georges Chamarat   | Simon Praet                                    |
| Raymond Souplex    | Grippesous                                     |
| Françoise Fabian   | Esperanza                                      |
| Elfriede Florin    | Soetkin                                        |
| Gabrielle Fontan   | de grootmoeder                                 |
| Margaret Legal     | Katheline                                      |
| Félix Clément      | de commandant                                  |